# Ramil Zaripov
Ramil Ravilyevich Zaripov (tiếng Nga: Рамиль Равильевич Зарипов; sinh ngày 3 tháng 5 năm 1992) is a Ngan football hậu vệ. Anh thi đấu cho FSK Dolgoprudny.

## Sự nghiệp câu lạc bộ
Anh có màn ra mắt tại Russian Second Division cho FC Rubin-2 Kazan vào ngày 25 tháng 4 năm 2011 trong trận đấu với F.K. Zenit-Izhevsk Izhevsk.